# IBM
IBM är också en förkortning för inklusionskroppsmyosit.
International Business Machines Corporation (IBM) är ett amerikanskt multinationellt IT-företag. Företaget hade (2017) 380 300 anställda i världen, varav omkring 4 000 i Sverige (2002). IBM har en stor forskningsorganisation och har en rad patent och är ett av de företag som genererar flest patent. Företaget ligger bakom en rad uppfinningar, bland annat bankautomaten, disketten, hårddisken och SQL. Bolaget var tidigare dominerande inom stordatorer och persondatorer och hade en stor del i utvecklingen av dagens datorer. Idag har IBM sålt av persondatorverksamheten (ThinkPad) och fokuserar på system och tjänster.

## Historia
Herman Hollerith grundade 1896 Tabulating Machine Company, ett av de företag som senare slogs samman till det som kom att bli IBM. Herman Hollerith lanserade idén att använda hålkort för lagring av data och konstruerade hålkort och hålkortsmaskiner för databehandling. Hålkorten bevisade sitt värde vid den amerikanska folkräkningen 1890. Bearbetningen av informationen om de 63 miljoner amerikanerna som tidigare tagit två år, tog nu bara tre månader. 
IBM grundades 1911 genom en sammanslagning av tre företag till Computing-Tabulating-Recording Company (C-T-R). Den person som drev igenom sammanslagningen var Charles Flint. Bolaget bildades 1911 i Endicott i New York och huvudkontoret förlades till New York City och hade 1300 anställda. Fabriker fanns i Endicott, Binghamton, Dayton, Detroit, Washington, D.C. och Toronto. Bolaget tillverkade en rad olika produkter: vågar, kaffemalare, arbetstidsräknare och det som blev grunden för det moderna IBM: hålkort. Tanken bakom diversifieringen var att inte vara känslig för konjunktursvängningar. 
Den person som räknas som IBM:s urfader är trots detta Thomas J. Watson som blev företagets vd 1914 och döpte om det till International Business Machines 1924. Utifrån sina erfarenheter från NCR kom Watson att införa flera effektiva affärstaktiker: fokus på kundservice, generösa provisioner på försäljning och en stolthet över bolaget och lojalitet. Taktiken blev framgångsrik och IBM expanderade världen över och etablerade verksamhet i Europa, Sydamerika, Asien och Australien. Watson hade en central roll i skapandet av IBM-kulturen, bland annat genom införandet av sloganen "Think" år 1915.
Harvard Mark I byggdes 1943–1944 av IBM och utvecklades av Howard H. Aiken på Harvard tillsammans med IBM-ingenjörer. Med stöd från Grace Hopper och finansiering från IBM   färdigställdes maskinen som räknade ut matematiska tabeller och användes av den amerikanska militären för ballistiska beräkningar. Under andra världskriget försåg IBM:s dotterbolag Tyskland med varor.

### Stordatorsystem

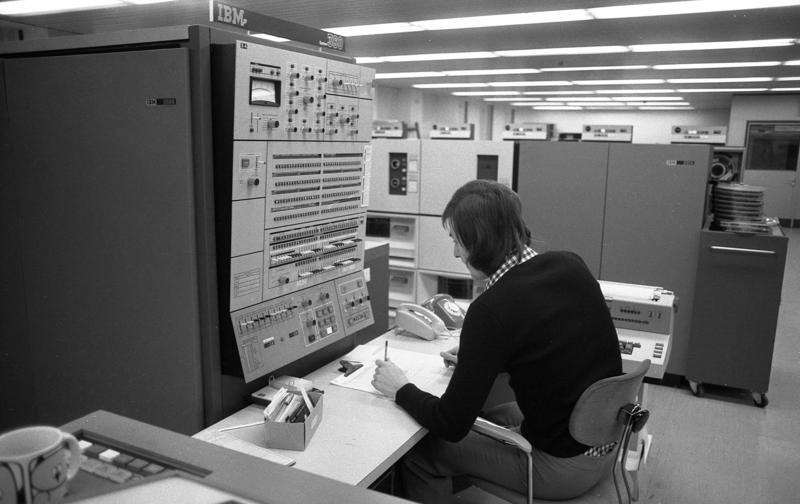
Ett IBM System/360 i användning hos Volkswagen 1973.

1952 slutade Thomas J. Watson och hans son Thomas Watson, Jr. blev ny IBM-chef. Under 1950-talet utvecklade IBM bland annat reservationssystemet SABRE för American Airlines och firade stora framgångar med Selectric-skrivmaskinen som lanserades 1961. IBM Selectric hade en konstruktion med den så kallade golfbollen som möjliggjorde byte av typsnitt. 1963 flyttades huvudkontoret till Armonk i New York. IBM deltog i rymdprojekten Geminiprogrammet (1965), Saturn (1966) och Lunar (1969). 1964 lanserade bolaget datorsystemet IBM System/360. Det var den första datorfamiljen som utformades att täcka ett komplett område med programtillämpningar, från små till stora, både kommersiella och vetenskapliga.
Ursprungligen utvecklades disketten för att IBM behövde ett medium för att lagra mikroprogram i sina stordatorer. Utvecklingsarbetet påbörjades i slutet av 1960-talet och efter intern användning lanserades disketten kommersiellt 1971.
IBM:s nuvarande logotyp designades av Paul Rand, och har givit företaget sitt smeknamn "Big Blue".

### PC-datorer

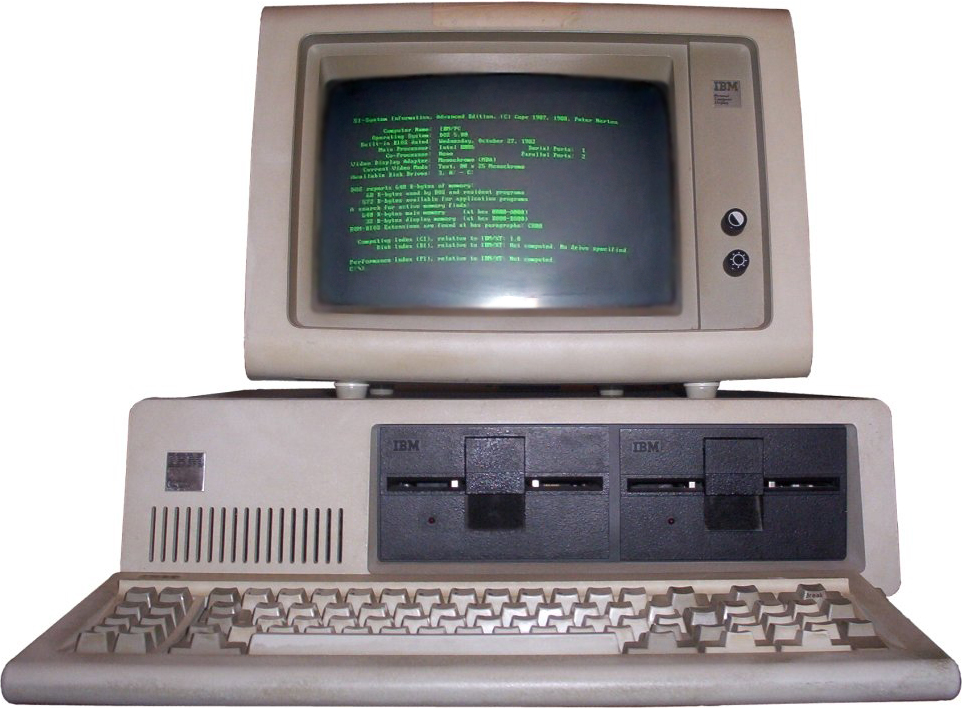
IBM 5150

IBM står också bakom mycket av den teknik som utgör en modern PC. Den första IBM PC:n, IBM PC 5150, kom 1981 och är vad man har baserat efterföljande modeller på. Den verksamheten har IBM dock stegvis avvecklat. Först såldes tillverkningen av hårddiskarna Deskstar och Travelstar till japanska Hitachi.

### Omstrukturering

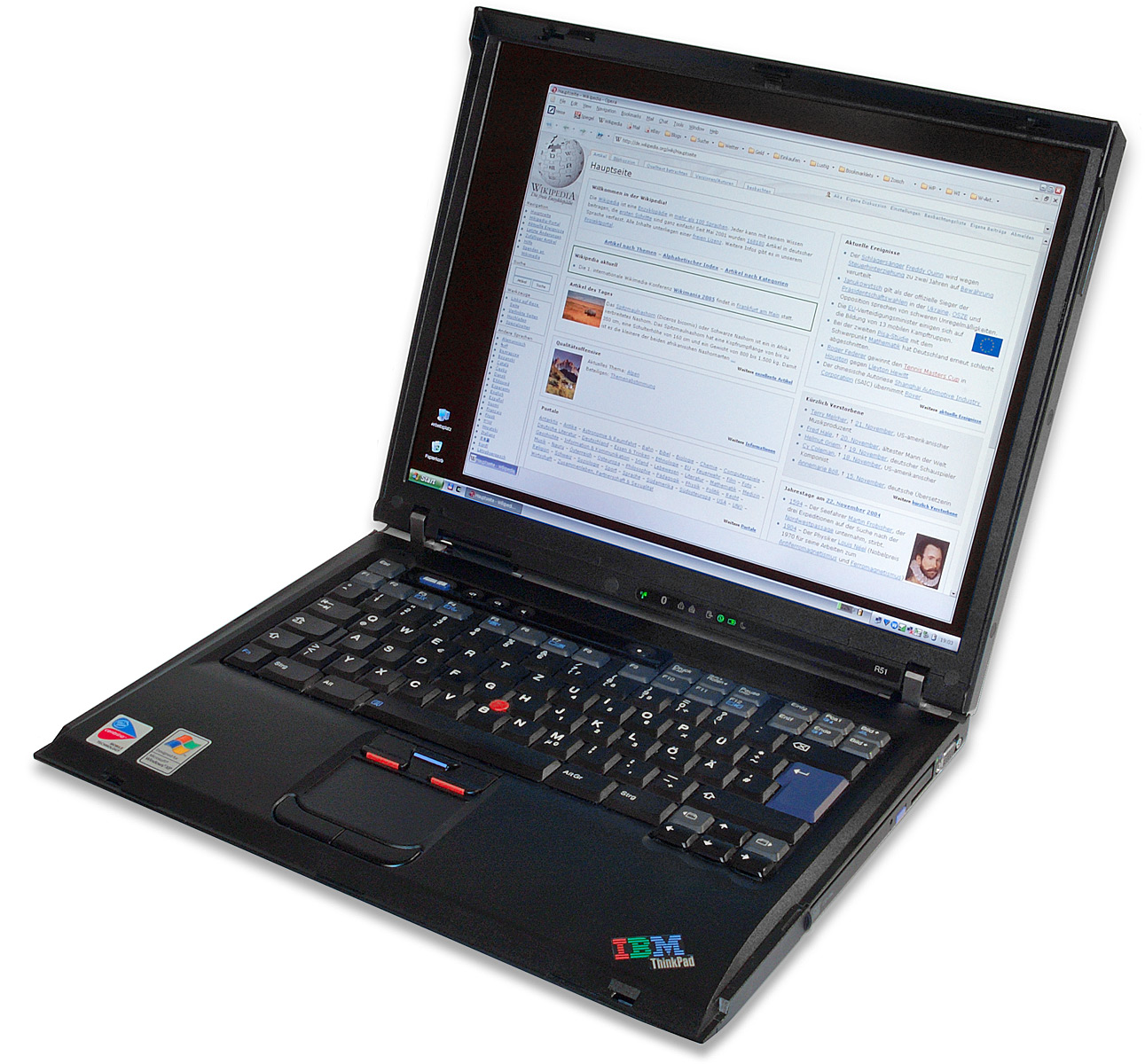
En laptop från IBM

Under 1990-talet omstrukturerades bolaget där rådgivning och tjänstedelen ökades. Hela PC-tillverkningen såldes till kinesiska Lenovo. Däremot tillverkar IBM fortfarande superdatorer. I november 2006 var 4 av de 5 snabbaste superdatorerna i världen från IBM, inklusive den allra snabbaste, Blue Gene/L som finns på USA:s Energidepartement (DOE).

## IBM Svenska AB
IBM Svenska AB är ett svenskt dotterbolag som är baserat i Kista. De omsatte omkring 7,6 miljarder SEK och hade en personalstyrka på 1 784 för år 2015. Dotterbolaget bildades 2 april 1928 som Affärsmaskinaktiebolaget International och sålde hålkortsmaskiner, klockor och vågar.
IBM:s första svenska kund var Brand- och Lifförsäkrings AB Svea i Göteborg som 1913 började använda hålkortsmaskiner för sin statistik.

## Produkter och tjänster
IBM utvecklar, säljer och marknadsför produkter; både hårdvara och programvara, samt tjänster. IBM Global Business Services är en av Sveriges största konsultorganisationer, där arbetar ca 3 000 personer.
IBM har också en framstående forskningsavdelning. Inom forskning och utveckling investerar IBM årligen över fem miljarder USD – vilket placerar dem på topp tio av teknikföretag i världen.
Produkter från IBM är bland andra skivminnet, programspråken Fortran och REXX, DRAM-minnet, relationsdatabasen och RISC-teknologin, PS/2-standarden samt chips baserade på koppar istället för aluminium. Fyra IBM-forskare har fått Nobelpriset i fysik för forskning runt supraledning och sveptunnelmikroskopet.
IBM producerar dataprocessorerna i de tre stora TV-spelstillverkarnas konsoler, Sony Playstation 3, Nintendo Wii och Microsoft XBOX 360. IBM tillverkar också stordatorer. 
IBM har under 2005 arbetat med trängselskattförsöket i Stockholm (även kallat Stockholmsförsöket). Med konsulter och arkitekter har man skapat ett system som hanterar hela processen, från uppbyggnad av tullar till avläsning och ekonomi.

### Produkter från IBM
- DB2 – relationsdatabas
- AIX – Unix-variant
- Lotus Notes – Mail–, applikation– och messagingserver
- Tivoli Framework – Systemhanteringsplattform
- Websphere – Applikationsserver
- PowerPC – CPU
- Cell – CPU
- System x – x86-baserade servrar
- System z – Stordator
- Power – Minidator och Unix-system (tidigare System i och System p)
- Blue Gene – Superdator
- Rational Unified Process – Systemutvecklingsmodell

### Utvecklingsprojekt
IBM deltar i det populationsgenetiska projektet The Genographic Project tillsammans med National Geographic, sponsrat av Waitt Family Foundation. 
2005 fick IBM, för det trettonde året i rad, högsta antalet godkända patent av United States Patent and Trademark Office (USPTO). IBM fick 2941 patent det året.  År 2013 fick de 6 809 patent, vilket var flest i världen.
IBM ligger även bakom World Community Grid, genom offentliga Distributed computing-projekt kan vanliga datoranvändare upplåta outnyttjad beräkningskraft för att därigenom stödja vetenskaplig forskning som kan hjälpa mänskligheten.